# Hans Laucht

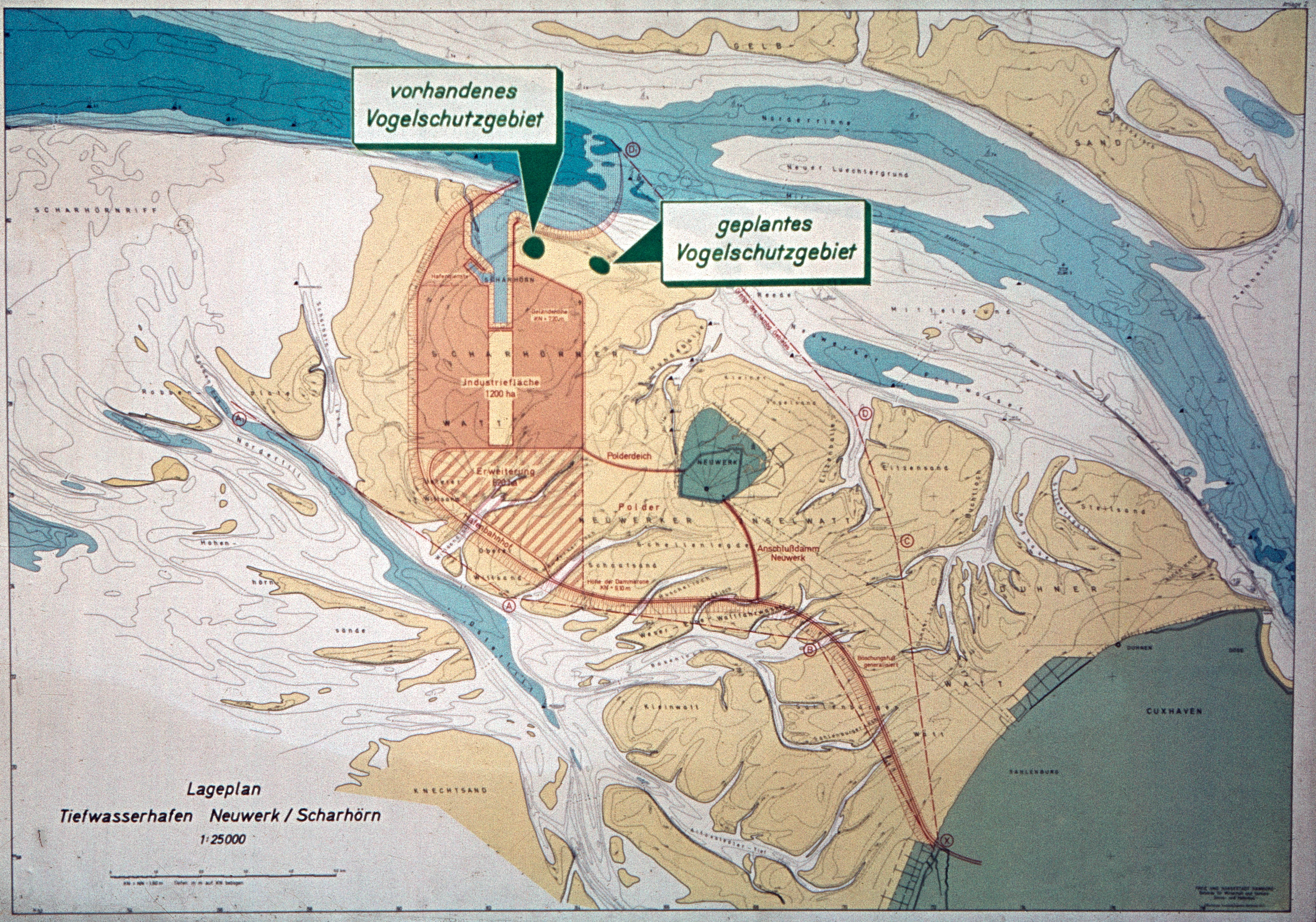
Karte des geplanten Hafens

Hans Laucht (* 1. August 1915 in Danzig; † 6. Mai 2003) war ein deutscher Ingenieur und Hafenbaudirektor in Hamburg von 1974 bis 1979.
Laucht absolvierte 1937 seine Diplomprüfung. Nach dem Zweiten Weltkrieg trat er 1945 in den Dienst des Hamburger Amts Strom- und Hafenbau, 1956 promovierte er mit der Arbeit „Zustand und Entwicklungsmöglichkeiten des Hamburger Stromspaltungsgebietes der Elbe“ in Hannover zum Dr.-Ing. Sein beruflicher Aufstieg begann im selben Jahr mit der Übernahme der Leitung der Planungsabteilung. 1961 wurde er Leiter der Strombauabteilung, wobei die Zeit seiner Tätigkeit dort durch die Sturmflut 1962 geprägt war. Hans Laucht erwarb sich Verdienste bei der sofort danach einsetzenden Wiederherstellung der Deichsicherheit an der Alten Süderelbe. Bereits acht Wochen nach der Sturmflut konnte der Bereich an der Alten Süderelbe beiderseitig abgeschlossen werden. 1974 wurde er zum Honorarprofessor an der TU Berlin ernannt.
In seine Amtszeit als Hafenbaudirektor fielen der Bau des Hansaports, die Hochwasserschutzmaßnahmen nach der Zweiten Januarflut 1976 sowie die Eröffnung des Elbe-Seitenkanals. Er war außerdem federführend an der Planung des nicht zustande gekommenen Tiefwasserhafens Scharhörn beteiligt.

## Werke
- Hafenprojekt Scharhörn: eine Planung im Spiegel der Zeit: 1948–1980